# Gestión del aula

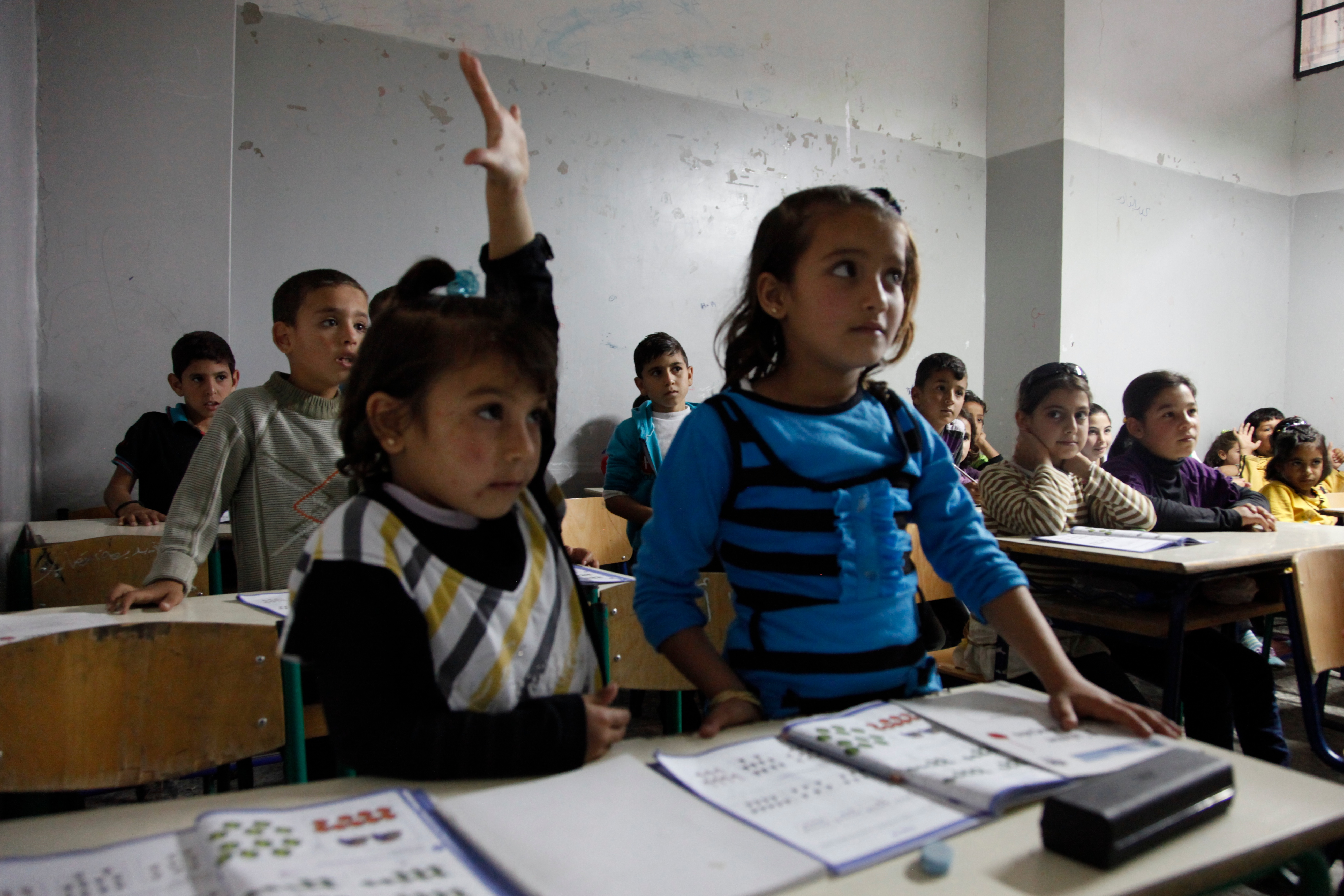
Niños sirios en un salón de clases.

La gestión del aula es un término que utilizan los maestros para describir el proceso de garantizar que las lecciones en el aula se desarrollen sin problemas y sin que los estudiantes interrumpan la enseñanza. El término también implica la prevención del comportamiento perturbador, así como la respuesta efectiva después de que suceda.
Se trata de un aspecto complicado de la enseñanza para los profesores, cuyo impacta lleva a que algunos abandonen la docencia. En 1981, la Asociación Nacional de Educación de EE. UU. informó que el 36 % de los maestros dijeron que probablemente no se dedicarían a la enseñanza si tuvieran que decidir nuevamente. Una de las principales razones fueron las actitudes negativas de los estudiantes y la disciplina.
La gestión del aula es crucial porque busca la ejecución adecuada del plan de estudios, desarrollando las mejores prácticas de enseñanza. La gestión del aula se puede explicar como las acciones y direcciones que utilizan los maestros para crear un entorno de aprendizaje exitoso; de hecho, tiene un impacto positivo en los estudiantes que logran determinados requisitos y objetivos de aprendizaje (Soheili, Alizadeh, Murphy, Bajestani, Ferguson y Dreikurs). En un esfuerzo por asegurar que todos los estudiantes reciban la mejor educación, parecería beneficioso que los programas para educadores dediquen más tiempo y esfuerzo a garantizar que los educadores e instructores estén bien versados en la gestión del aula.
Los maestros no están centrados en aprender la gestión del aula, porque los programas de educación superior no ponen énfasis en que el maestro logre la gestión del aula; de hecho, la atención se centra en crear una atmósfera de aprendizaje propicia para los estudiantes (Eisenman, Edwards y Cushman). Estas herramientas permiten a los maestros tener los recursos disponibles para educar de manera adecuada y exitosa a las generaciones venideras, y garantizar éxitos futuros como nación. Según Moskowitz y Hayman (1976), una vez que un maestro pierde el control de su salón de clases, se vuelve cada vez más difícil para ellos recuperar ese control.
Además, la investigación de Berliner (1988) y Brophy & Good (1986) muestra que el tiempo que un maestro debe tomar para corregir la mala conducta causada por una mala gestión del aula da como resultado una menor tasa de participación académica en el aula. Desde la perspectiva del estudiante, la gestión eficaz del aula implica una comunicación clara de las expectativas académicas y de comportamiento, así como un entorno de aprendizaje cooperativo.

## Técnicas

### Castigo corporal
Hasta hace poco, el castigo corporal se usaba ampliamente como un medio para controlar el comportamiento perturbador, pero ahora es ilegal en la mayoría de las escuelas. Todavía es defendido en algunos contextos por líderes religiosos como James Dobson, aunque sus puntos de vista «divergen marcadamente de los recomendados por los expertos contemporáneos» y no se basan en pruebas empíricas, sino que son un reflejo de sus creencias basadas en la fe.
Según estudios, los castigos físicos tabú como las nalgadas o los procedimientos utilizados en Asia en el aula como estar de pie, no hacen que los estudiantes o los niños sean más agresivos. La coherencia parece jugar un papel más importante en si los resultados podrían ser negativos.
El castigo corporal está prohibido en la mayoría de las escuelas de los Estados Unidos y en la mayoría de los países desarrollados. Aunque su efectividad nunca fue probada, el castigo se cumplió de manera muy desproporcionada. Los varones afroamericanos fueron el grupo más castigado. En un estudio realizado en 2006, el 17,1 % de los estudiantes que experimentaron castigo corporal eran afroamericanos y el 78,3 % del total de estudiantes eran hombres.

### Buenas relaciones profesor-alumno
Algunas características de tener buenas relaciones profesor-alumno en el aula implican los niveles adecuados de dominio, cooperación, profesionalismo y conciencia de los alumnos con grandes necesidades. El dominio se define como la capacidad del maestro para dar un propósito y una guía claros sobre el comportamiento del estudiante y sus aspectos académicos. Al crear y dar expectativas y consecuencias claras para el comportamiento de los estudiantes se construyen relaciones efectivas. Dichas expectativas pueden abarcar la etiqueta y el comportamiento en el aula, el trabajo en grupo, la disposición de los asientos, el uso de equipos y materiales, y también las interrupciones en el aula. Estas expectativas siempre deben hacerse cumplir con coherencia entre todos los estudiantes dentro de la clase. La inconsistencia es vista por los estudiantes como injusta y resultará en que los estudiantes tengan menos respeto por el maestro. El comportamiento asertivo del maestro también asegura que los pensamientos y mensajes se transmiten al estudiante de una manera eficaz. El comportamiento asertivo se puede lograr utilizando una postura erguida, un tono de voz apropiado según la situación actual y teniendo cuidado de no ignorar el comportamiento inapropiado tomando medidas.

### Técnicas preventivas
Los enfoques preventivos para la gestión del aula implican la creación de una comunidad de aula positiva con respeto mutuo entre el maestro y el alumno. Los maestros que utilizan el enfoque preventivo ofrecen calidez, aceptación y apoyo incondicionalmente, sin basarse en el comportamiento de un estudiante. Se establecen reglas y consecuencias justas y los estudiantes reciben comentarios frecuentes y constantes sobre su comportamiento. Una forma de establecer este tipo de ambiente en el aula es mediante el desarrollo y uso de un contrato en el aula. El contrato debe ser creado tanto por los estudiantes como por el profesor. En el contrato, los estudiantes y los profesores deciden y acuerdan cómo tratarse unos a otros en el aula. El grupo también decide y acepta lo que hará el grupo si alguien viola el contrato. En lugar de una consecuencia, el grupo debe decidir cómo solucionar el problema a través de una discusión en clase, mediación entre compañeros, asesoramiento o mediante conversaciones individuales que lleven a una solución a la situación.
Las técnicas preventivas también implican el uso estratégico de elogios y recompensas para informar a los estudiantes sobre su comportamiento en lugar de como un medio para controlar el comportamiento de los estudiantes. Para utilizar las recompensas para informar a los estudiantes sobre su comportamiento, los maestros deben enfatizar el valor del comportamiento que se recompensa y también explicar a los estudiantes las habilidades específicas que demostraron para ganar la recompensa. Los maestros también deben fomentar la colaboración de los estudiantes en la selección de recompensas y la definición de comportamientos apropiados que generen recompensas. Esta forma de elogio y refuerzo positivo es muy eficaz para ayudar a los estudiantes a comprender las expectativas y desarrollar el concepto de sí mismo del estudiante.
Una técnica preventiva que a menudo se pasa por alto es planificar en exceso. Los estudiantes tienden a completar las pausas o silencios incómodos en la clase. Cuando los maestros planifican demasiado, tienen mucho material y actividades para llenar el tiempo de clase, lo que reduce las oportunidades para que los estudiantes tengan tiempo para portarse mal. El tiempo de transición puede ser una oportunidad para que los estudiantes sean disruptivos. Para minimizar esto, las transiciones deben durar menos de 30 segundos. El profesor debe estar preparado y organizado, así como los estudiantes deben estar preparados y organizados para un día de aprendizaje. Una rutina organizativa debe implementarse a principios de año y reforzarse diariamente hasta que sea instintiva.

## La teoría de la tarjeta azul y la tarjeta naranja
William Purkey introdujo esta teoría que sugiere que los estudiantes necesitan declaraciones alentadoras y de apoyo para sentirse valiosos, capaces y responsables. En sus palabras: «muchos mensajes son tranquilizadores, alentadores y de apoyo. Estos mensajes son 'tarjetas azules': fomentan un concepto positivo de uno mismo. Otros mensajes son críticos, desalentadores, degradantes. Estas tarjetas son 'naranjas', el color internacional de la angustia». El propósito de esta metodología es que los estudiantes llenen su «caja de archivos» con más tarjetas azules que naranjas con la intención de que los estudiantes adquieran una mejor percepción del aprendizaje.

### Cartas altas y bajas
Una técnica de intervención creada por William Purkey y que es utilizada por el maestro para brindar a los estudiantes el nivel de gestión necesario. Las tarjetas bajas son una intervención menos invasiva para abordar lo que está sucediendo. Algunos ejemplos de una intervención de baja tarjeta son: levantar las cejas, mirar cortésmente al estudiante, acercarse al estudiante mientras habla continuamente, llamar al estudiante por su nombre y preguntarle si está escuchando. Las cartas altas son una fuerte intervención para abordar lo que está sucediendo. Algunos ejemplos incluyen: enviar al estudiante a la oficina del director, mantener al estudiante después de la escuela, llamar a casa.

## Enfoques sistemáticos

### Disciplina asertiva
La disciplina asertiva es un enfoque diseñado para ayudar a los educadores a administrar un entorno de aula de maestro a cargo. Los maestros asertivos reaccionan a situaciones que requieren el manejo de la conducta de los estudiantes con seguridad. Los maestros asertivos no usan un tono áspero, sarcástico u hostil al disciplinar a los estudiantes.
Se trata de una de las tácticas de gestión del aula más utilizadas en el mundo. Exige el cumplimiento de los estudiantes y requiere que los maestros sean firmes. Este método traza una línea clara entre la disciplina agresiva y la disciplina asertiva. Los estándares y reglas establecidos por la disciplina asertiva están respaldados por el refuerzo positivo y las consecuencias negativas. Los maestros que utilizan este enfoque se comportan con confianza y no toleran la interrupción de clases. No son tímidos y siguen siendo coherentes y justos.

### Disciplina constructivista
Un enfoque constructivista y centrado en el estudiante para la gestión del aula se basa en la asignación de tareas en respuesta a la interrupción del estudiante que son «(1) fáciles de realizar para el estudiante, (2) enriquecedoras para el desarrollo, (3) progresivas, para que un maestro pueda subir la apuesta si es necesario, (4) según los intereses de los estudiantes, (5) diseñado para permitir que el maestro se mantenga a cargo y (6) fomentar la creatividad y el juego en el aula».

### Gestión del aula culturalmente responsiva
La gestión del aula culturalmente receptiva (CRCM) es un enfoque para administrar las aulas con todos los niños, y no solo para los niños de minorías raciales / étnicas, de una manera culturalmente receptiva. Más que un conjunto de estrategias o prácticas, CRCM es un enfoque pedagógico que orienta las decisiones de gestión que toman los docentes. Es una extensión natural de la enseñanza culturalmente receptiva, que utiliza los antecedentes de los estudiantes, la representación de experiencias sociales, conocimientos previos y estilos de aprendizaje en las lecciones diarias. Los maestros, como administradores de aula culturalmente receptivos, reconocen sus prejuicios y valores y reflexionan sobre cómo estos influyen en sus expectativas de comportamiento y sus interacciones con los estudiantes, así como en cómo se ve el aprendizaje. Existe una extensa investigación sobre la gestión tradicional del aula y una gran cantidad de recursos disponibles sobre cómo lidiar con los problemas de comportamiento. Por el contrario, hay poca investigación sobre CRCM, a pesar de que los profesores que carecen de competencia cultural a menudo experimentan problemas en esta área.

### Proporcionar objetivos de aprendizaje flexibles
Los instructores pueden demostrar un nivel adecuado de fortaleza al dar objetivos de aprendizaje claros, también pueden transmitir niveles adecuados de participación al proporcionar objetivos de aprendizaje que se pueden cambiar según las necesidades de la clase. Permitir que los estudiantes participen en sus propios objetivos y resultados de aprendizaje al comienzo de una unidad genera un sentido de cooperación y comprensión mutua entre el instructor y el estudiante. Una forma de involucrar a los estudiantes y, a su vez, hacer que se sientan escuchados en la toma de decisiones de la clase es preguntando qué temas encontrarían más intrigantes en el aprendizaje basado en una rúbrica guiada. Este enfoque involucrará y enviará un mensaje a los estudiantes de que el maestro está interesado en los intereses del estudiante. El estudiante, a su vez, traerá mejores resultados de aprendizaje, así como un respeto mutuo. Publicar los objetivos de aprendizaje adecuados donde los estudiantes puedan verlos y hacer referencia a ellos es vital para llevar a cabo los objetivos.

### El juego del buen comportamiento
El Juego del Buen Comportamiento (JBC) es un «enfoque a nivel de salón de clases para el manejo del comportamiento» que fue utilizado originalmente en 1969 por Barrish, Saunders y Wolf. El juego implica que la clase obtenga acceso a una recompensa o pierda una recompensa, dado que todos los miembros de la clase se involucran en algún tipo de comportamiento (o no excedieron una cierta cantidad de comportamiento no deseado). El GBG se puede utilizar para aumentar los comportamientos deseados (por ejemplo, hacer preguntas) o para disminuir los comportamientos no deseados (por ejemplo, el comportamiento fuera del asiento). El JBC se ha utilizado con niños en edad preescolar y con adolescentes; sin embargo, la mayoría de las aplicaciones se han utilizado con estudiantes con un desarrollo típico (es decir, aquellos sin discapacidades del desarrollo). Además, el juego «suele ser popular y aceptable para estudiantes y profesores».

### Aulas positivas
Robert DiGiulio desarrolló el concepto de «aulas positivas», que surgen como resultado de cuatro factores: cómo los maestros ven a sus estudiantes (dimensión espiritual), cómo configuran el ambiente del aula (dimensión física), qué tan hábilmente enseñan el contenido (dimensión de instrucción) y qué tan bien se dirigen a los estudiantes (dimensión gerencial). En las aulas positivas, se fomenta la participación y la colaboración de los estudiantes en un entorno seguro que se ha creado. Se puede fomentar un ambiente de clase positivo siendo coherente con las expectativas, utilizando los nombres de los estudiantes, brindando opciones cuando sea posible y teniendo una confianza general en los estudiantes. Entonces, como educadores, tenemos oportunidades diarias para ayudar a los estudiantes a desarrollar su confianza y sentirse bien consigo mismos. A pesar de toda la negatividad que pueda haber a su alrededor dentro de sus hogares. A través de acciones como aumentar su autoestima mediante el elogio, ayudarlos a superar cualquier sentimiento de alienación, depresión e ira, y ayudarlos a darse cuenta y honrar su valor intrínseco como seres humanos. Puede resultar en un mejor comportamiento en el peligro de largo plazo de los estudiantes.

### Elogios en el aula
El uso de elogios de comportamiento específico (ECE) en el aula puede tener muchos efectos positivos en los estudiantes y en la gestión del aula. ECE es cuando el maestro elogia al estudiante por el comportamiento exacto que el estudiante está exhibiendo. Por ejemplo, el estudiante normalmente podría tener problemas para permanecer en su asiento y eso causaría interrupciones en el salón de clases. Cuando el estudiante permanece en su asiento, el maestro puede decir que está orgulloso de la forma en que el estudiante permanece en su asiento y le diría al estudiante cómo se siente. Esto ayudaría al estudiante a sentirse validado por un comportamiento positivo y aumentaría la probabilidad de que el comportamiento positivo vuelva a ocurrir.